# 史蒂夫·福塞特
詹姆斯·斯蒂芬·福塞特（英語：James Stephen Fossett，1944年4月22日—2007年9月3日），美国企业家、探险家，世界上首位乘坐热气球实现不间断环游世界者。他曾五次不间断环游世界，分别通过驾船、热气球和驾驶飞机完成。
2007年9月3日，福塞特驾驶的飞机在内华达山脉失踪，之后的几次搜救行动均未发现其踪迹。2008年2月15日，福塞特被宣布死亡。同年9月，其遗骸被发现，10月得到DNA测试证实。